# Религия в Бенине
Диаграмма религий в Бенине
 Христианство (48,5 %) Ислам (27,7 %) Вудуизм (11,6 %) Нет религии (5,8 %) Другое (2,6 %) Традиционные верования (2,6 %) Не указано (1,2 %)

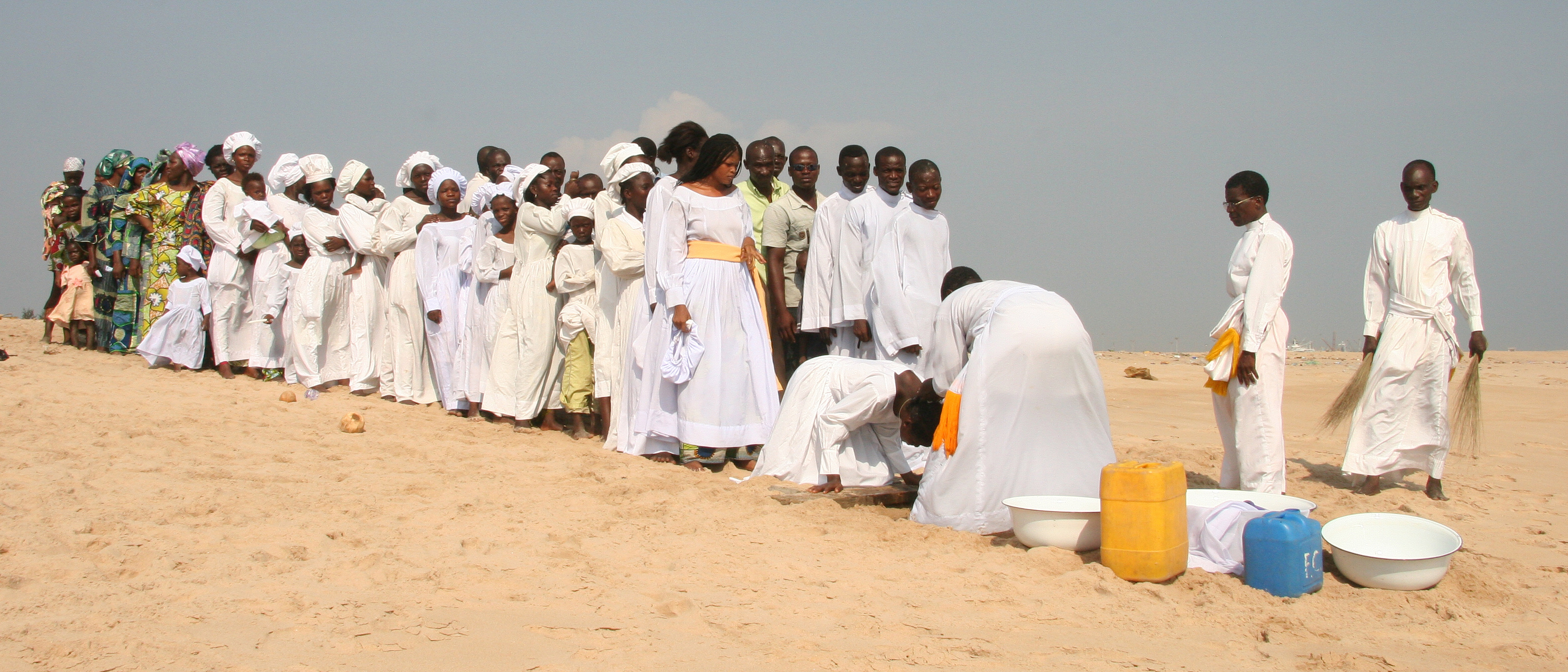
Церемония омовения головы Небесной Церкви Христа в Бенине

Бенин является светским государством. По данным переписи в 2013 году, больше всего населения (48,5 %) исповедует христианство, ислам — 27,7 %, вудуизм — 11,6 %, традиционных верований придерживаются 2,6 %, другие религии исповедуют тоже 2,6 % населения. Неверующими являются 5,8 %.

## Христианство

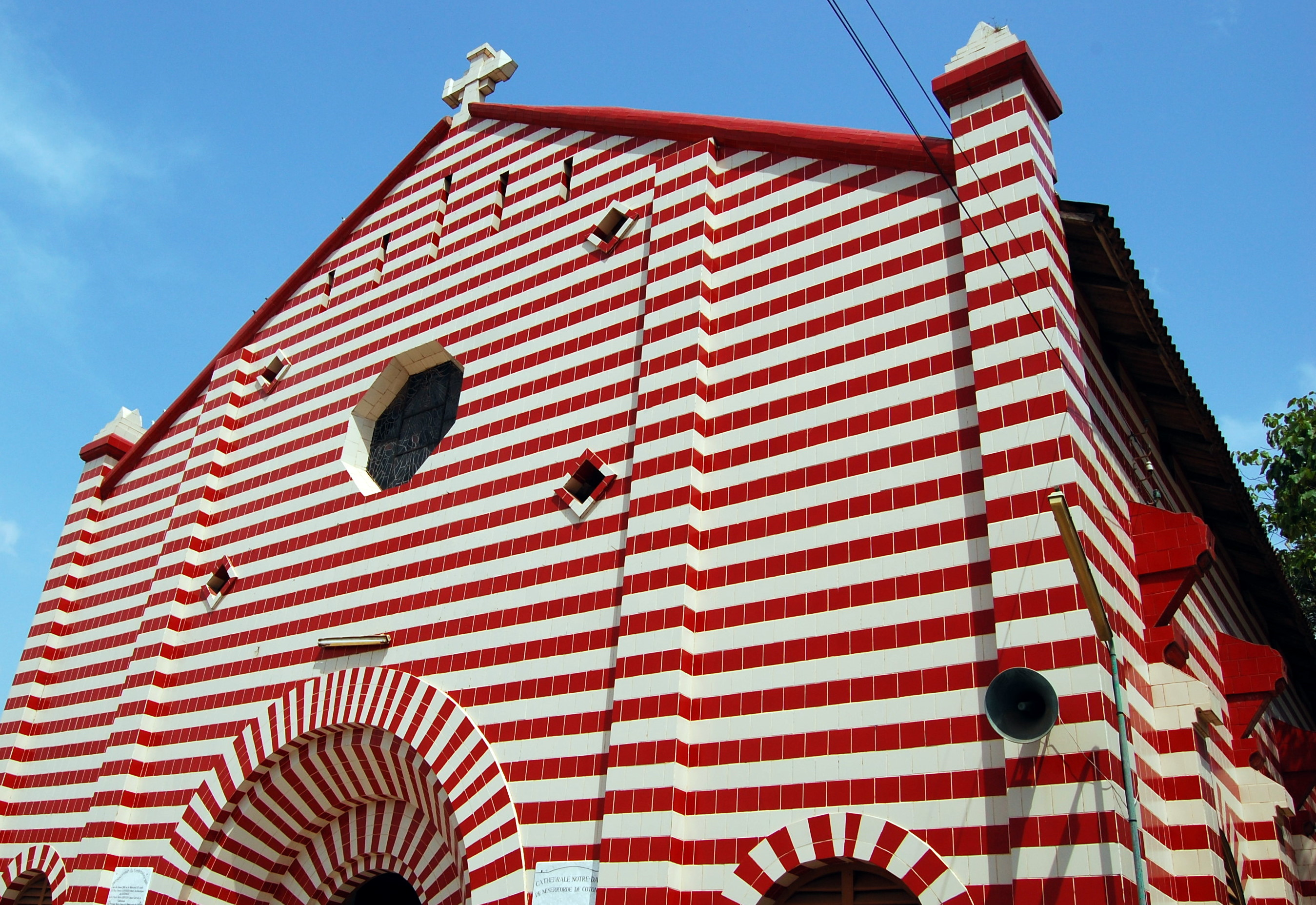
Собор Божией Матери Милосердия в Котону

Среди 48,5 % населения Бенина, исповедующих христианство, 25,5 % являются католиками, 13,5 % — протестантами, а 9,5 % придерживаются остальных течений (Ассамблеи Бога, Свидетели Иеговы, розенкрейцеры). Христиане преобладают на юге Бенина, особенно в Котону, экономической столице страны.
Говоря о протестантах, наиболее популярными течениями являются Небесная Церковь Христа и методизм (6,7 % и 3,4 % от всего населения соответственно), других протестантских течений, таких как адвентисты седьмого дня или пятидесятничество, придерживаются 3,4 %.

## Ислам
Мусульмане наиболее широко представлены на севере и юго-востоке страны. В трёх из двенадцати департаментах, Алибори, Боргу и Донга, они составляют большинство. Почти все мусульмане — сунниты. Немногочисленные шииты в основном являются эмигрантами с Ближнего Востока. По состоянию на октябрь 2009 года, шииты составляют менее 1 % от всех мусульман страны.

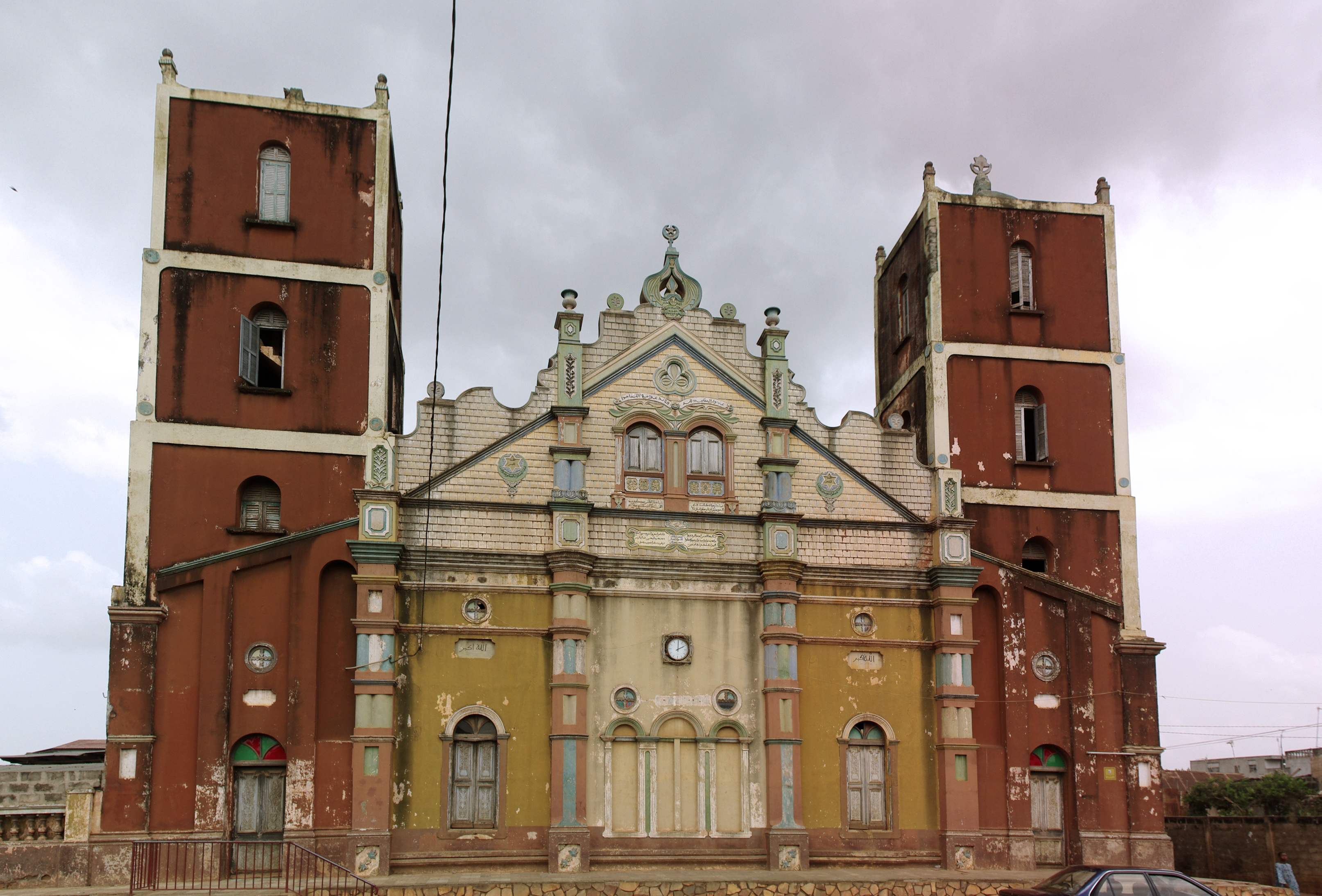
Большая мечеть Порто-Ново
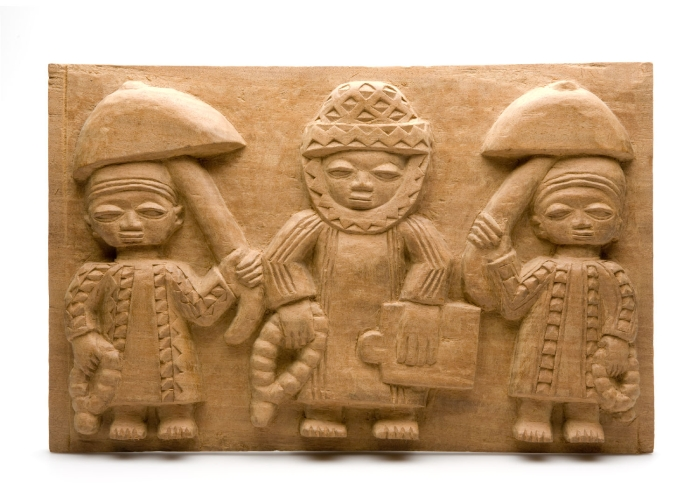
Изображение мусульманского священнослужителя в Бенине
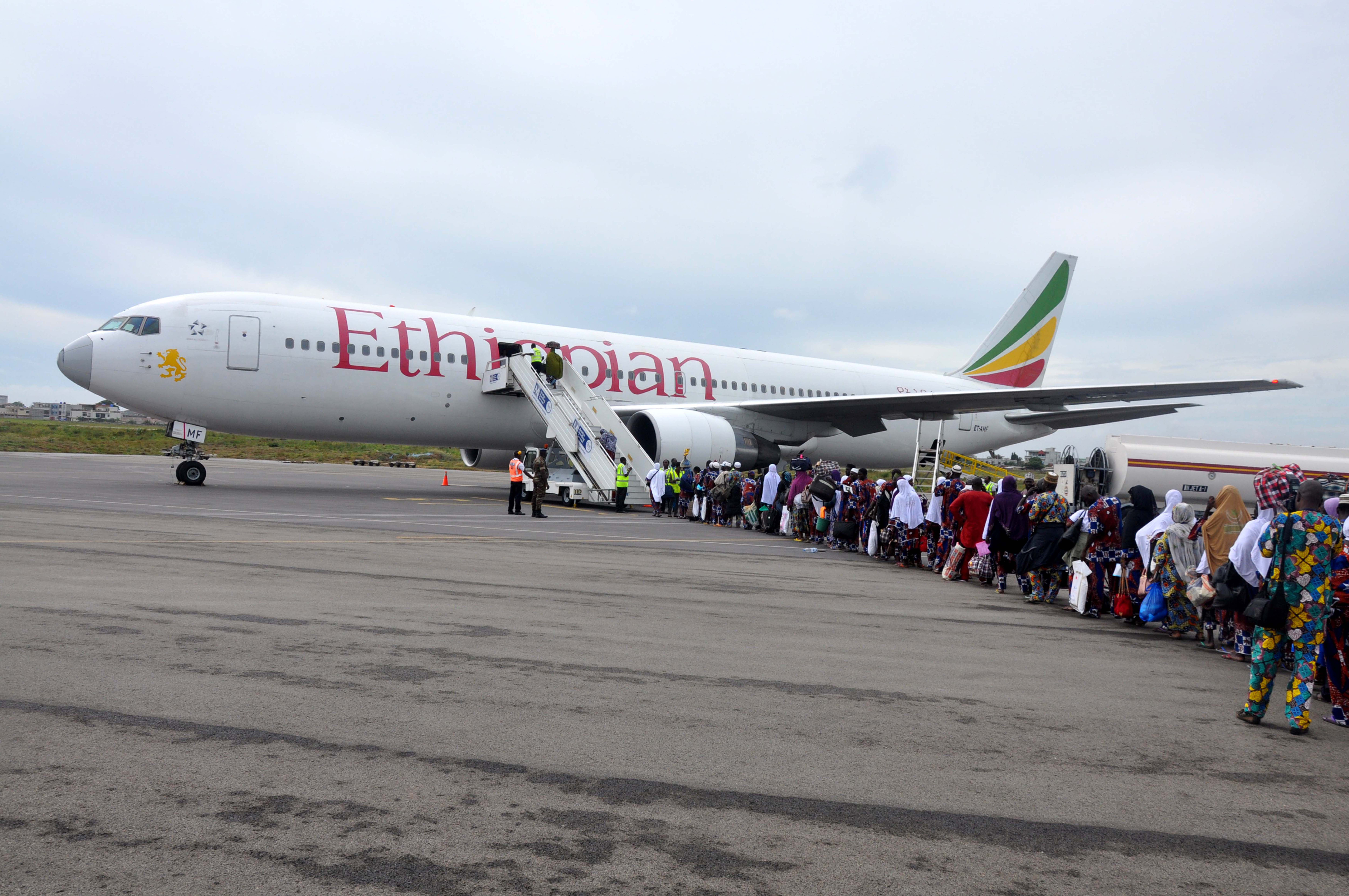
Бенинские мусульманские паломники отправляются в Мекку

## Другие религии
Местные верования распространены на юге, где проживают народы йоруба, а также на севере. Прочие группы включают Церковь объединения и бахаи.

## Положение религии в стране
Конституция и другие законы Бенина предусматривают защиту религиозных меньшинств, правительство соблюдает эти права. Нередко члены одной семьи исповедуют комбинацию нескольких религий.
Национальные праздники включают христианские святые дни (Пасхальный понедельник, Вознесение, Святой Троицы, Рождество и несколько других), исламские святые дни (Рамадан, Табаски и Рождение Пророка Мухаммеда), а также праздник традиционных религий.
В стране свободно действуют иностранные миссионерские группы. Министерству обороны разрешается вмешиваться в конфликты между религиозными группами в качестве миротворцев для обеспечения общественного мира. Лица, желающие создать религиозную группу, должны зарегистрироваться в Министерстве внутренних дел, требования к регистрации для всех одинаковы. Религиозные группы также свободны от налогообложения, им разрешено открывать частные школы. Государственные же школы Бенина не имеют права проводить религиозное обучение.